# النهر الأصفر
النهر الأصفر أو هوانغ هو هو ثاني أطول أنهار الصين بعد نهر يانغتسي، وسادس أطول أنهار العالم. يبلغ طول النهر حوالي 5464 كيلومتر.
ينبع من جبال بيان هار في مقاطعة تشينغهاي غرب الصين، ويتدفق عبر تسع مقاطعات، ويصب في بحر بوهاي بالقرب من مدينة دونغ ينغ في مقاطعة شاندونغ، يتجه في البداية نحو الشمال الشرقي ثم ينعطف نحو الشمال ليكون قوساً كبيراً نحو الشمال في منطقة منغوليا ومن النهاية الشرقية للقوس يتجه نحو الشمال الشرقي ليصب في خليج بوهاي. يبلغ امتداد حوض النهر الأصفر من الشرق إلى الغرب حوالي 1900 كيلومتر (1180 ميل) ومدى شمالي - جنوبي يبلغ حوالي 1100 كيلومتر (680 ميل). تبلغ مساحة الصرف الإجمالية لها حوالي 795000 كيلومتر مربع (307000 ميل مربع).
غير هذا النهر مجراه خلال الثلاثة آلاف السنة الماضية 26 مرة، وقامت على القسم الأوسط من حوضه أقدم الحضارات البشرية في الصين بين عامي 12000 و 10000 ق.م. الذين عرفوا الزراعة منذ الألف السابع قبل الميلاد، ومن هؤلاء المزارعين ظهرت أولى الممالك الصينية المعروفة باسم «الباليغانغ». ومنذ ذلك الزمن بقي النهر الأصفر عصب الحياة الزراعية والصناعية في الصين.
ويمر فوقه جسري مقاطعة نينغشيا ومقاطعة لانجو ويسميا جسري النهر الأصفر "Taole".

## الفيضانات[4]
عُرف النهر الأصفر بفيضاناته الخطيرة مما أدى بالحكومة الصينية لإقامة جدار على طرفيه بلغ طوله 600 كم أمكن بواسطتها السيطرة على تلك الفيضانات. وكان في كل فيضان منها يجرف المحاصيل الزراعية أو تظل مياهه تغمرها حتى تتعفن، وفي عام حدث فيضان في هذا النهر، وهو ما اعتبر أحد أعنف الكوارث الطبيعية في التاريخ، مخلفاً 4.1 مليون قتيل. بل وقبل ذلك وفي عام 1887 حدث فيضان في النهر تسبب بمقتل 2.9 مليون نسمة. تعود أسباب هذه الفيضانات إلى الأرض المسطحة حول النهر.

## التسمية
أخذ النهر اسمه من لون المياه الذي يميل إلى الأصفر الناتج عن تآكل التربة وتدفقها إلى أسفل النهر. كما لقب باسم «يوغونا الصين» بسبب الفيضانات المدمرة التي يحدثها هذا النهر.

## روافده
- نهر فين
- نهر واي

## وصلات خارجية
- رسوم إيضاحية لكيفية حماية النهر الأصفر
- عمل إيضاحي لأعمال التخزين ومجاري المياه ببحيرات وأنهار النهر الأصفر والقناة الكبرى

قائمة الكوارث الطبيعية الأكثر فتكا حسب عدد القتلى